# Ilari Paakkari
Asko Tuomo Ilari Paakkari, född 27 augusti 1946 i S:t Michel, är en finländsk läkare.
Paakkari avlade medicine och kirurgie doktorsexamen 1981 och är sedan 1997 professor i farmakologi vid Helsingfors universitet.  Han har publicerat vetenskapliga arbeten om läkemedel vid lung-, hjärt- och inflammatoriska sjukdomar.